# کاتلین یورک
کاتلین یورک (انگلیسی: Kathleen York؛ زادهٔ ) یک هنرپیشه، و خواننده اهل ایالات متحده آمریکا است.
او در فیلم قلب‌های وحشی را نمی‌توان شکست بازی کرده است.